# التهاب (فیلم)
التهاب فیلم ایرانی است که در سال ۱۳۷۳ توسط مرتضی هرندی کارگردانی شد.

## خلاصه فیلم
جواد (رسول اکبریان) به جرم سرقت در زندان است او بجهت مشکلات زیادی که در زندگی مشترکش دارد از دنیا بریده است، وی توسط پزشکی(جمشید مشایخی) که آخرین بار در خانه او سرقت کرده به زندگی باز می‌گردد و برای شناسایی باندی از سارقان حرفه‌ای با پلیس همکاری می‌کند، جواد بخاطر تخصص ویژه اش در باند سارقان نفوذ می‌کند ولی سرکرده باند سارقین متوجه همکاری او با پلیس شده، تنها پسرش را گروگان می‌گیرد و او را مجبور به همکاری می‌کند، جواد با ترفندی پلیس را مطلع می‌کند و کلیه عوامل باند سارقین به دام پلیس می‌افتند، اکبر که گلوله خورده، در بیمارستان با همسر مریضش مواجه می‌شود ...

## بازیگران
| بازیگر           | نقش           |
| ---------------- | ------------- |
| جمشید مشایخی     | پزشک جراح     |
| مینا فرامرزی     | فریبا         |
| رضا مرادیان      | افسر آگاهی    |
| رسول اکبریان     | جواد          |
| رضا گوهرمنش      | سارق          |
| مصطفی هرندی امین | پسر بچه       |
| حسین غیابی       | راننده        |
| علی قربان ترابی  | سرکرده سارقین |
| پری کربلایی      | مادر بزرگ     |

## سایر عوامل
| سمت                         | نام               |
| --------------------------- | ----------------- |
| مدیر تولید                  | رضا مرادیان       |
| دستار کارگردان و برنامه ریز | بهروز خلجی        |
| دستیار کارگردان             | مهران رسول زاده   |
| طراح گریم                   | محمد گویا         |
| مدیر جلوه‌های ویژه           | محمدرضا شرف الدین |
| مدیر دوبلاژ                 | سعید مظفری        |
| طراح صحنه و لباس            | مرتضی احمدی هرندی |
| امور مالی                   | ندا قائدان        |
| مدیر تدارکات                | محمدرضا گوهرمنش   |
| صدا گذار و میکس             | گارنیک یادگاریان  |
| مسئول لوکیشن                | حسین غیابی        |

## جزئیات
- ژانر: درام (پلیسی)
- رنگ: رنگی
- صدا: مونو
- لوکیشن: اصفهان